# Erik Söderlund (jurist)
Erik Gustav Söderlund, född 24 november 1899 i Sollefteå, död 18 juli 1984 i Stockholm, var en svensk jurist.
Erik Söderlund var son till lasarettsläkaren Klas Gustaf Söderlund och Jenny Laura Pauline de Flindt. Han avlade studentexamen 1918 och juris kandidatexamen 1923 vid Stockholms högskola. Efter tingsmeritering 1923–1926 gick han 1927 i tjänst hos Svea hovrätt, där han blev adjungerad ledamot 1931 och assessor 1933. Han var hovrättsråd där 1939–1949. Åren 1950–1966 var han justitieråd. Söderlunds aktiva hovrättstjänst avbröts tidigt av skilda förordnanden och uppdrag. Så biträdde han 1933–1938 med lagstiftningsuppdrag i Finansdepartementet och var sedan under en följd av år engagerad i Processlagberedningen, först som biträdande sekreterare 1938, därefter som sekreterare 1939–1940 och slutligen som ledamot 1941–1944. Hans verksamhet där fullföljdes genom sakkunnighetsuppdrag inom Justitiedepartementet 1944–1947. Straffrättskommittén tillhörde han 1948–1949. Söderlund hade flera kommittéuppdrag, bland annat angående systembolagen, förvaltningsmyndigheters verksamhet i krig och omorganisation av Nedre justitierevisionen. Åren 1938–1949 var han juridiskt biträde åt Kontrollstyrelsen. Erik Söderlund är gravsatt i minneslunden på Kungsholms kyrkogård i Stockholm.